# Nuts… Durchgedreht
Nuts… Durchgedreht (Originaltitel: Nuts) ist ein Filmdrama von Martin Ritt aus dem Jahr 1987, in dem Barbra Streisand die Hauptrolle spielt. Das Drehbuch beruht auf dem Theaterstück Nuts von Tom Topor.

## Handlung
Die geschiedene Claudia Draper arbeitet als Luxus-Callgirl. Mit ihrem Freier Allen Green kommt es zum Streit, weil er verlangt, sie zu baden, was sie aber kategorisch ablehnt. Als er gewalttätig wird, tötet sie ihn mit einer Scherbe des von ihm zerbrochenen Spiegels. Sie wird des Mordes angeklagt.
Ihre Mutter und ihr Stiefvater sind sehr daran interessiert, dass sie für unzurechnungsfähig erklärt wird.
Vor Gericht wird also verhandelt, ob Claudia zurechnungsfähig ist, da ihr unkonventioneller Lebensstil und ihre flapsige Art von ihrer konservativen Umwelt als psychische Störung angesehen werden. Sie will als voll zurechnungsfähig gelten und streckt den von ihren Eltern engagierten Staranwalt mit einem Faustschlag nieder, nachdem der ein Gutachten entgegen ihrem Sinn hat anfertigen lassen. Der Staranwalt lehnt es daraufhin ab, sie zu verteidigen; der Pflichtverteidiger Aaron Levinsky soll den Fall übernehmen. Als Claudia merkt, dass er auf ihrer Seite ist, beginnt sie mit ihm zu kooperieren.
Claudia wird für die nächsten Tage unter psychiatrische Beobachtung gestellt. Beim nächsten Gerichtstermin, bei dem der Gutachter seine Einschätzung abgeben soll, stellt Levinsky den Stiefvater zur Rede und es stellt sich heraus, dass dieser sie als Kind sexuell missbraucht hat. Er hat sie gebadet und sich dabei an ihr vergangen, was ihre Aversion gegen den Wunsch des von ihr getöteten Kunden erklärt.
Claudia wird für zurechnungsfähig erklärt und wenige Wochen später wegen Notwehr freigesprochen.

## Kritiken
Roger Ebert lobte in der Chicago Sun-Times vom 20. November 1987 das Spiel von Barbra Streisand, kritisierte aber die Regie von Martin Ritt.
Die Fernsehzeitschrift Prisma schrieb: „Martin Ritt beschränkt sich bei seinem spannenden Gerichtsfilm nicht auf die üblichen Genre-Versatzstücke. Zwar muß der Zuschauer nicht auf die typischen miesen Verhörtricks verzichten, doch daneben geht es Ritt vor allem um die Rekonstruktion einer Lebensgeschichte. Durch das sehenswerte Spiel von Barbra Streisand verdichtet sich der Charakter der Hauptperson zu einer Anklage gegen Doppelmoral und Psychiatrie.“
Das Lexikon des internationalen Films findet die Geschichte zwar wenig originell, meint aber, dass „die sorgsame Regie und vorzügliche Darsteller“ Interesse erwecken und „nicht zuletzt in den Nebenrollen ergreifende menschliche Schicksale sichtbar“ machen.

## Auszeichnungen
- Der Film war 1988 in den Kategorien „Bestes Filmdrama“, „Bester Schauspieler“ (Richard Dreyfuss) und „Beste Schauspielerin“ (Barbra Streisand) jeweils für einen Golden Globe nominiert.

## DVD-Veröffentlichung
- Nuts… Durchgedreht. Warner Home Video, 2009